# Nati nel 1626
| Questa pagina contiene informazioni ricavate automaticamente dalle voci biografiche con l'ausilio del template Bio e di un bot. L'aggiornamento è periodico e automatico e ricostruisce completamente la pagina. Se manca una persona in questa lista, sei pregato di non aggiungerla, ma accertati piuttosto che la sua voce biografica contenga il template Bio e che i dati anagrafici siano correttamente compilati. Se il template Bio manca, inseriscilo tu stesso o, in alternativa, metti l'avviso {{tmp\|Bio}} che ne segnala la mancanza. Se i dati riportati sono sbagliati, correggi direttamente la voce biografica; le modifiche saranno visibili in questa lista entro pochi giorni. Per chiarimenti vedi il progetto biografie. La lista contiene solo le 78 persone che sono citate nell'enciclopedia e per le quali è stato implementato correttamente il template Bio. Pagina aggiornata al 18 apr 2025. |

## Gennaio(3)
- 8 gennaio - Jean Talon, funzionario francese († 1694)
- 9 gennaio - Armand Jean Le Bouthillier de Rancé, abate francese († 1700)
- 16 gennaio - Lucas Achtschellinck, pittore fiammingo († 1699)

## Febbraio(5)
- 5 febbraio - Giulio Savelli, III principe di Albano, principe italiano († 1712)
- 5 febbraio - Madame de Sévigné, scrittrice francese († 1696)
- 11 febbraio - Emilia d'Assia-Kassel, nobile tedesco († 1693)
- 18 febbraio - Francesco Redi, medico e naturalista italiano († 1697)
- 26 febbraio - Giovanni Cinelli Calvoli, medico, letterato e bibliografo italiano († 1706)

## Marzo(6)
- 12 marzo - John Aubrey, fisico, naturalista e letterato britannico († 1697)
- 16 marzo - Cornelius Van Steenwyck, politico olandese († 1684)
- 17 marzo - Denis de Sallo, avvocato, giornalista e scrittore francese († 1669)
- 19 marzo - Robert Bruce, II conte di Elgin, nobile e politico scozzese († 1685)
- 21 marzo - Pedro de San José de Bethencourt, religioso e santo spagnolo († 1667)
- 30 marzo - Atto Melani, diplomatico, scrittore e cantante castrato italiano († 1714)

## Aprile(5)
- 7 aprile - Ole Borch, scrittore, medico e scienziato danese († 1690)
- 10 aprile - Franz Egon von Fürstenberg-Heiligenberg, vescovo cattolico, abate e generale tedesco († 1682)
- 23 aprile - Maurizio Enrico di Nassau-Hadamar, nobile tedesco († 1679)
- 23 aprile - Ernestina di Sayn-Wittgenstein-Hachenburg, nobile tedesco († 1661)
- 25 aprile - Siegmund von Birken, poeta tedesco († 1681)

## Maggio(6)
- 12 maggio - Louis Hennepin, religioso belga († 1704)
- 16 maggio - Francesco Bonvisi, cardinale e arcivescovo cattolico italiano († 1700)
- 17 maggio - Eleonora Caterina del Palatinato-Zweibrücken-Kleeburg, principessa svedese († 1692)
- 19 maggio - Angelo Maria Ranuzzi, cardinale e arcivescovo cattolico italiano († 1689)
- 21 maggio - Wolfgang Carl Briegel, musicista e compositore tedesco († 1712)
- 27 maggio - Guglielmo II d'Orange, nobile olandese († 1650)

## Luglio(5)
- 15 luglio - Cristiana di Schleswig-Holstein, contessa danese († 1670)
- 15 luglio - Edvige Ulfeldt, contessa danese († 1678)
- 17 luglio - Johan Baazius il Giovane, arcivescovo luterano svedese († 1681)
- 20 luglio - Ulrich Schmid, condottiero e politico svizzero († 1682)
- 21 luglio - Anna Beatrice d'Este, nobildonna italiana († 1690)

## Agosto(4)
- 1º agosto - Sabbatai Zevi, mistico ottomano († 1676)
- 2 agosto - Charles Le Moyne, esploratore francese († 1685)
- 4 agosto - Antonio Domenico Triva, pittore e incisore italiano († 1699)
- 31 agosto - François Pallu, vescovo cattolico e missionario francese († 1684)

## Settembre(4)
- 16 settembre - Leopoldo Guglielmo di Baden-Baden († 1671)
- 17 settembre - Alessandro Caprara, cardinale italiano († 1711)
- 19 settembre - Nicolás Fernández de Córdoba y Ponce de León, militare e marinaio spagnolo († 1693)
- 28 settembre - Elizabeth Murray, II contessa di Dysart, nobildonna scozzese († 1698)

## Ottobre(3)
- 4 ottobre - Richard Cromwell, politico inglese († 1712)
- 5 ottobre - Giorgio II di Württemberg-Mömpelgard, duca tedesco († 1699)
- 6 ottobre - Géraud de Cordemoy, filosofo, storico e avvocato francese († 1684)

## Novembre(1)
- 30 novembre - Cesare Pronti, pittore italiano († 1708)

## Dicembre(3)
- 12 dicembre - Gianfrancesco Ginetti, cardinale e arcivescovo cattolico italiano († 1691)
- 18 dicembre - Cristina di Svezia, regina svedese († 1689)
- 21 dicembre - Francis Scott, II conte di Buccleuch, nobile scozzese († 1651)

## Senza giorno specificato(33)
- Federico Agnelli, tipografo e incisore italiano († 1702)
- Carlo Assonica, medico, giurista e scrittore italiano († 1676)
- Agostino Barelli, architetto italiano († 1697)
- Alexandre Bontemps, francese († 1701)
- Sigismondo Calchi, nobile, politico e giurista italiano († 1711)
- Domenico Maria Canuti, pittore italiano († 1684)
- Jean-Baptiste Cotelier, teologo francese († 1686)
- László Esterházy, militare e nobile ungherese († 1652)
- Lewis Gordon, III marchese di Huntly, nobile scozzese († 1653)
- Johannes Gumpp, pittore austriaco
- John Hamilton, IV conte di Haddington, nobile scozzese († 1669)
- William Herbert, I marchese di Powis, nobile e politico britannico († 1696)
- Robert Howard, nobile e politico inglese († 1698)
- Melchior Küsel, incisore tedesco († 1684)
- Baltasar de la Cueva Enríquez, spagnolo († 1686)
- Giovanni Legrenzi, compositore e organista italiano († 1690)
- Domenico Marchetti, anatomista, chirurgo e medico italiano († 1688)
- Pietro Mengoli, matematico italiano († 1686)
- Giovanni Monaldeschi, nobile e diplomatico italiano († 1657)
- Melchor de Navarra y Rocafull, spagnolo († 1691)
- Giannettino Odone, doge († 1698)
- Marco Giuseppe Peranda, musicista e compositore italiano († 1675)
- Frederick Philipse, politico olandese († 1702)
- Nunzio Rossi, pittore italiano († 1651)
- Henry Seymour, lord Beauchamp, nobile inglese († 1654)
- Jan Steen, pittore olandese († 1679)
- Jean Testu de Mauroy, religioso e scrittore francese († 1706)
- Simon Pimen Fëdorovič Ušakov, pittore russo († 1686)
- Giacomo d'Alibert, impresario teatrale francese († 1713)
- Pascual de Aragón-Córdoba-Cardona y Fernández de Córdoba, cardinale e arcivescovo cattolico spagnolo († 1677)
- Daniel de Rémy de Courcelles, politico francese († 1698)
- Jan van Kessel il Vecchio, pittore fiammingo († 1679)
- Ferdinando van den Eynde, I marchese di Castelnuovo, nobile, mercante e collezionista d'arte italiano († 1674)